# Мидлер, Виктор Маркович
Ви́ктор Ма́ркович (Вигдор Мордкович) Ми́длер (9 [21] декабря 1888, Томашполь, Подольская губерния — 1979, Москва) — живописец, график, музейный работник, искусствовед.

## Биография
Виктор Мидлер родился в 1888 году в Томашполе в семье портного. Начальное образование получил в 2-классном городском училище в Ямполе, где учился с 1899 по 1903 годы. Затем учился в Одессе на аптекаря.
С 1909 вольный слушатель живописного отделения Одесского художественного училища. Согласно его воспоминаниям, учился до 1913 года в классах у К. Костанди.
С 1914 года — в Москву, занимался в мастерских К. Юона, И. Машкова, Р. Фалька, А. Куприна. Затем вернулся в Одессу, где в 1918 году стал одним из руководителей Детской академии при Свободной мастерской.
После прихода в Одессу советской власти входил в комитет по охране памятников искусства и старины и был заведующим музейной секцией при Губнаробразе.
С 1918 года посещает Среднюю Азию, в 1920 году становится заместителем председателя Туркестанского комитета по делам музеев, охраны и реставрации памятников старины, искусства и природы и заместитель заведующего Туркестанским ИЗО Наркомпроса.
В 1923 году вернулся в Москву, работал заведующим отделом музейно-технического оборудования Государственной Третьяковской галереи. С 1924 по 1929 годы работал там же хранителем отдела новейшей русской живописи.
С 1926 по 1929 годы — член объединения «Четыре искусства» (с 1928 года — секретарь объединения).
С 1929 по 1931 годы — член АХРР. В 1932 году стал одним из учредителей и членом правления МОССХ.
С 1941 по 1943 год в эвакуации работал заведующим клубом в селе Мысы Краснокамского района Молотовской области. В 1944 вернулся в Москву, где занялся организацией художественных выставок.
С 1947 — член товарищества «Мособлхудожник».
С 1947 по 1970 работал художником в «Мособлхудожнике», на Комбинате декоративно-прикладного искусства и Комбинате графических работ в цехе наглядных пособий.

## Участие в выставках
- Выставки ОНХ 1918;
- Конкурс плакатов Агитпропома (май 1919);
- «Современное французское искусство» с участием русских художников-эмигрантов (1928) — один из организаторов от Третьяковской галереи;
- «Художники РСФСР за 15 лет» (1932—1933) — один из организаторов и участник;
- «15 лет РККА» (1933) — один из организаторов и участник;
- «Индустрия социализма» (1939) — один из организаторов и участник;
- «Искусство Советской России» в США (1934) — один из организаторов и участник.
- Персональные выставки — 1982 и 1991 годы (посмертно).
- 1985 — персональная однодневная в МДХ.
- 30-е годы. ГТГ (1990).
- 20-30-е годы. МОСХ, ЦДХ (1992).

## Книги
- Самарканд и Ташкент / Текст В. Мидлера; Живопись и рис. худож. А. Норенберга. — Москва; Ташкент: «Рисоля», 1922. — 20, [1] с., 16 л. ил.

## Музеи
Работы Виктора Мидлера находятся в следующих музеях и галереях:
- «Государственный Русский музей»
- «Государственная Третьяковская галерея»
- «Саратовский государственный художественный музей имени А. Н. Радищева»
- "Государственный музейно-выставочный центр «РОСИЗО»
- «Челябинский государственный музей изобразительных искусств»
- «Псковский государственный объединенный историко-архитектурный и художественный музей-заповедник»
- «Томский областной художественный музей»
- «Приморская государственная картинная галерея»
- «Государственный центральный музей современной истории России»
- «Государственный музей искусств имени И. В. Савицкого» (Узбекистан).